# Meano (Perosa Argentina)
Meano è una frazione del comune di Perosa Argentina nella città metropolitana di Torino,  già comune a sé stante fino al 31 maggio 1928.